# Estadio Ellis Park
El Ellis Park, conocido por motivos de patrocinio como Emirates Airline Park, es un estadio localizado en la ciudad de Johannesburgo, Sudáfrica. Se inauguró en 1928 y se convirtió en el estadio más moderno del país en 1982 cuando se remodeló y amplió a 62 567 personas.
Ellis Park alberga tanto encuentros de rugby como de fútbol. Acogió la final de la Copa Mundial de Rugby de 1995, que fue ganada por el selección nacional del país, y partidos de la Copa FIFA Confederaciones 2009 y la Copa Mundial de la FIFA 2010.
Es la casa de los Lions del Super Rugby y los Golden Lions de la Currie Cup. Además, la selección de rugby de Sudáfrica ha jugado numerosos partidos oficiales allí, entre ellos diez ante Australia entre 1933 y 2008, trece ante Nueva Zelanda entre 1928 y 2014, cuatro ante Francia entre 1958 y 2001, tres ante Inglaterra en 1972, 1984 y 2012, y dos ante Argentina en 1994 y 2008.
También se ha utilizado como sede de otros grandes eventos, como conciertos de Whitney Houston, The Rolling Stones y Eminem.
Fue nombrado en honor de J. D. Ellis, quien donó los terrenos sobre los que se asienta el estadio. Sus derechos de nomenclatura fueron vendidos a The Coca-Cola Company por 58 millones de dólares, pasando a denominarse Coca-Cola Park entre 2008 y 2012.

## Historia
Inaugurado en 1928, fue demolido y reconstruido en 1982. Tiene una capacidad de 61 639 espectadores para partidos de fútbol o rugby. Hasta la construcción de los nuevos escenarios del Mundial de fútbol de 2010, era el estadio más moderno del país.
Ellis Park es la sede del Orlando Pirates F.C., que se convirtió en 1995 en el primer equipo de Sudáfrica en alzarse con el título de la Copa Africana de Clubes Campeones.
El 11 de abril de 2001 fue escenario de una de las mayores tragedias del deporte: durante un encuentro entre Kaizer Chiefs y Orlando Pirates, 43 hinchas murieron aplastados intentando acceder a su interior junto a otras 30 000 personas, cuando el estadio, entonces con capacidad para 60 000 espectadores, ya estaba lleno.
Albergó la final de la Copa Mundial de Rugby de 1995 y fue una de las sedes de la Copa Mundial de 2010. Para esta competición, su capacidad fue ampliada a aproximadamente 61 639 localidades, siendo su remodelación mínima.

## Eventos

### Copa Mundial de Rugby 1995

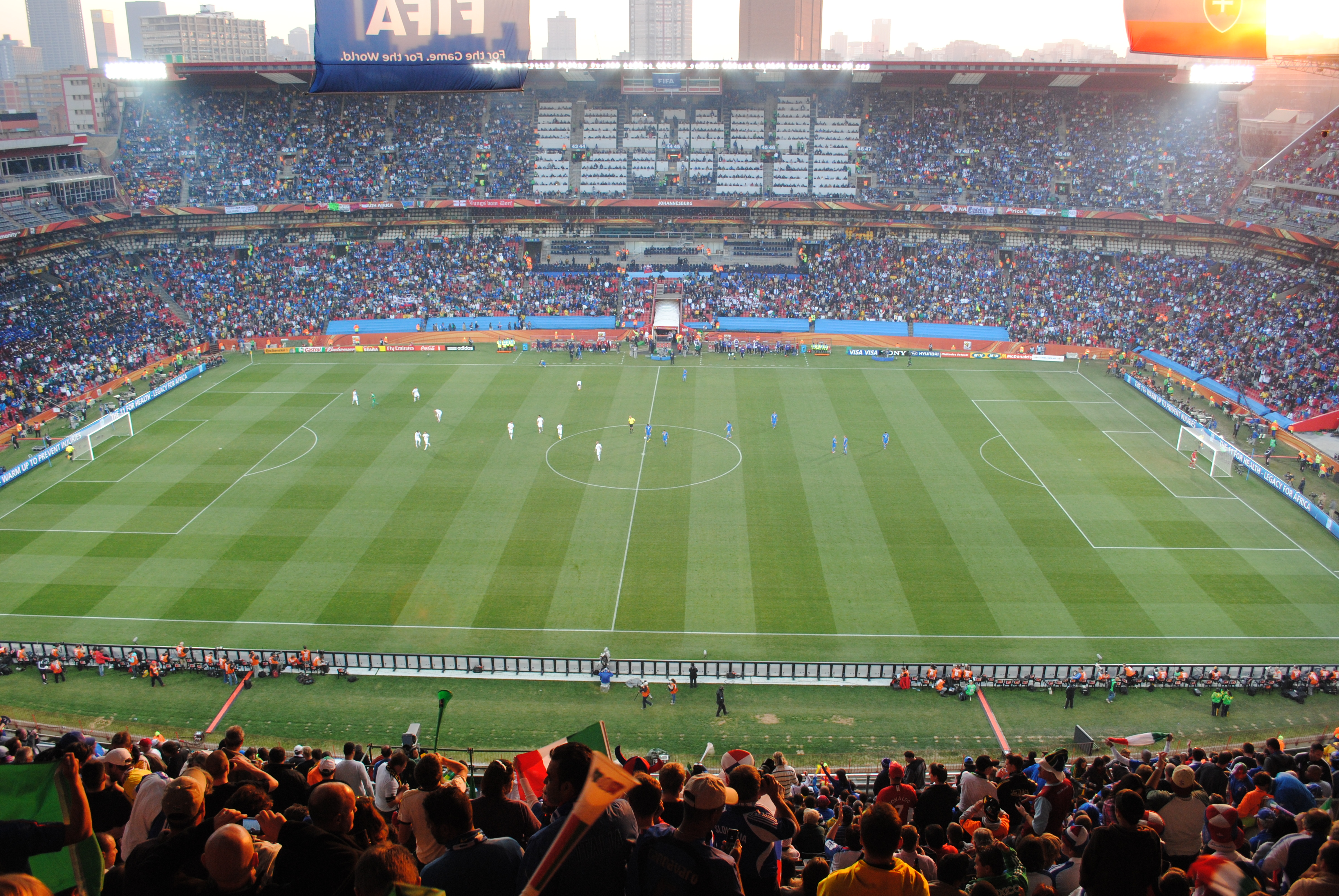

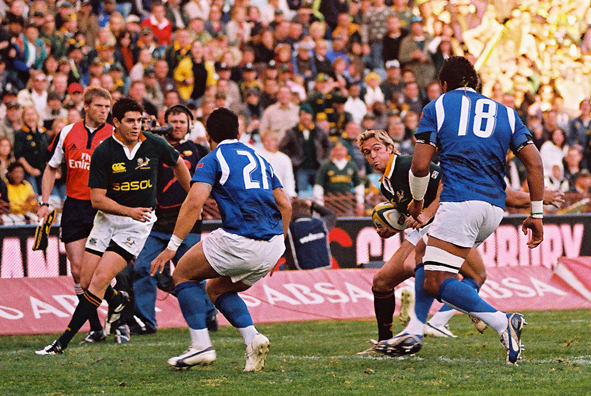
Imagen de un encuentro de rugby entre Sudáfrica y Samoa disputado en 2007 en Ellis Park. El estadio es escenario habitual de los encuentros como local del combinado sudafricano.

Ellis Park fue el escenario del mayor éxito de la historia del deporte sudafricano, la victoria de su selección de rugby en la Copa Mundial de Rugby de 1995 celebrada en el país. Por ello está considerado un estadio mítico en Sudáfrica.
| Fecha             | Fase             | Equipo        |                          | Resultado |                          | Equipo           | Espectadores |
| ----------------- | ---------------- | ------------- | ------------------------ | --------- | ------------------------ | ---------------- | ------------ |
| 27 de mayo, 1995  | Primera fase     | Irlanda       | Bandera de Irlanda       | 19 - 43   | Bandera de Nueva Zelanda | Nueva Zelanda    | 38 000       |
| 31 de mayo, 1995  | Primera fase     | Nueva Zelanda | Bandera de Nueva Zelanda | 34 - 9    | Bandera de Gales         | País de Gales    | 38 000       |
| 4 de junio, 1995  | Primera fase     | Irlanda       | Bandera de Irlanda       | 24 - 23   | Bandera de Gales         | País de Gales    | 35 000       |
| 10 de junio, 1995 | Cuartos de final | Sudáfrica     | Bandera de Sudáfrica     | 42 - 14   | Bandera de Samoa         | Samoa Occidental | 52 000       |
| 24 de junio, 1995 | Final            | Sudáfrica     | Bandera de Sudáfrica     | 15 - 12   | Bandera de Nueva Zelanda | Nueva Zelanda    | 65 000       |

### Copa Confederaciones 2009
Ellis Park fue uno de los cuatro estadios elegidos para albergar encuentros de la Copa FIFA Confederaciones 2009, que se disputó en Sudáfrica en junio de 2009, incluyendo el encuentro inaugural, el 14 de junio, y la final el 28 de junio. Los encuentros disputados en este estadio fueron:
| Fecha             | Fase         | Equipo         |                           | Resultado |                          | Equipo        | Espectadores                                                        |
| ----------------- | ------------ | -------------- | ------------------------- | --------- | ------------------------ | ------------- | ------------------------------------------------------------------- |
| 14 de junio, 2009 | Primera fase | Sudáfrica      | Bandera de Sudáfrica      | 0 - 0     | Bandera de Irak          | Irak          | 48 837 Reporte Archivado el 17 de mayo de 2010 en Wayback Machine.  |
| 18 de junio, 2009 | Primera fase | Egipto         | Bandera de Egipto         | 1 - 0     | Bandera de Italia        | Italia        | 52 150 Reporte Archivado el 21 de junio de 2009 en Wayback Machine. |
| 20 de junio, 2009 | Primera fase | Irak           | Bandera de Irak           | 0 - 0     | Bandera de Nueva Zelanda | Nueva Zelanda | 23 295 Reporte Archivado el 23 de junio de 2009 en Wayback Machine. |
| 25 de junio, 2009 | Semifinales  | Brasil         | Bandera de Brasil         | 1 - 0     | Bandera de Sudáfrica     | Sudáfrica     | 48 049 Reporte Archivado el 27 de junio de 2009 en Wayback Machine. |
| 28 de junio, 2009 | Final        | Estados Unidos | Bandera de Estados Unidos | 2 - 3     | Bandera de Brasil        | Brasil        | 52 291 Reporte Archivado el 1 de julio de 2009 en Wayback Machine.  |

### Copa Mundial de Fútbol 2010
Durante la disputa de la Copa Mundial de Fútbol de 2010 se celebraron en Ellis Park 7 encuentros: 5 de la fase de grupos, 1 de octavos de final y 1 de cuartos. Fueron los siguientes:

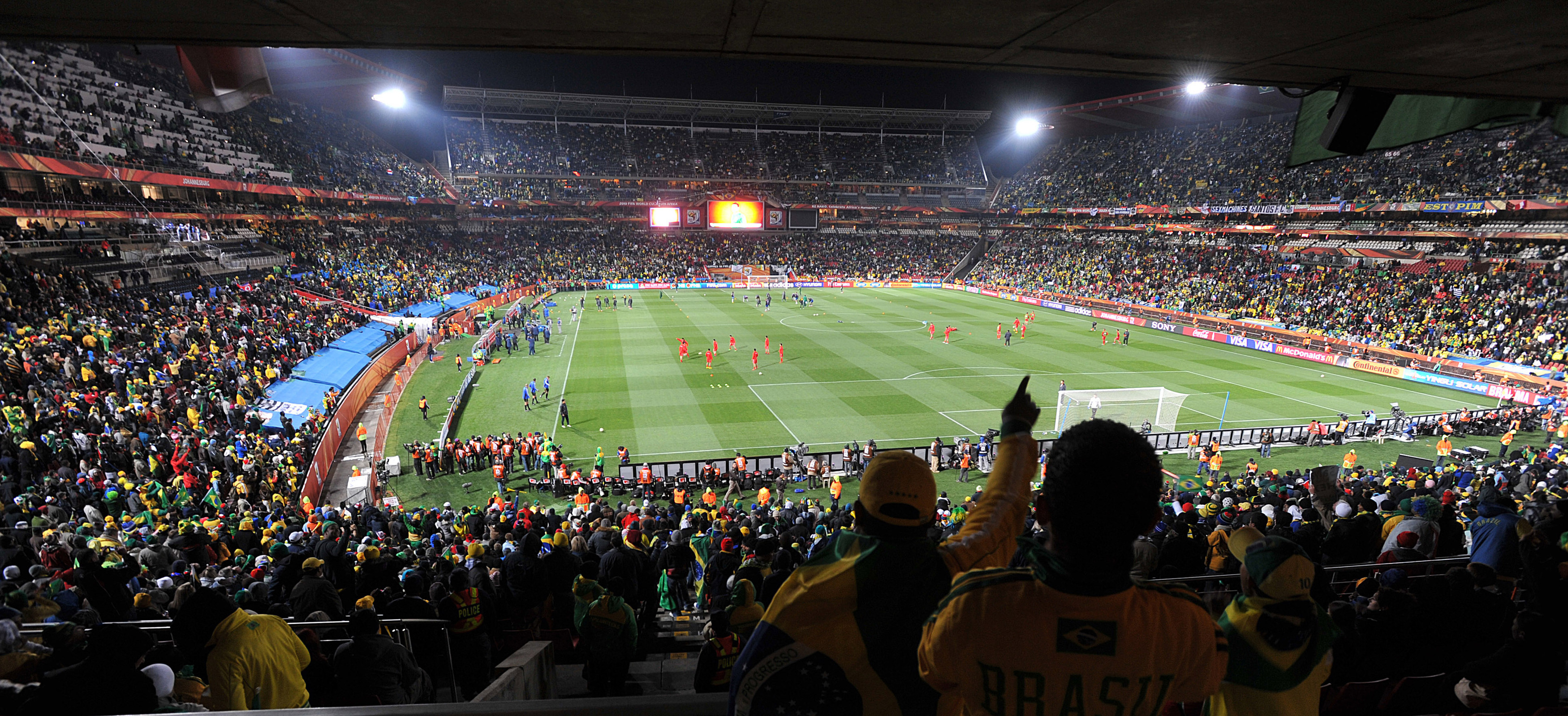
Interior del estadio durante el encuentro de la Copa Mundial de Fútbol de 2010 entre y.

| Fecha             | Fase             | Equipo     |                       | Resultado |                            | Equipo          | Espectadores                                                        |
| ----------------- | ---------------- | ---------- | --------------------- | --------- | -------------------------- | --------------- | ------------------------------------------------------------------- |
| 12 de junio, 2010 | Grupo B          | Argentina  | Bandera de Argentina  | 1 - 0     | Bandera de Nigeria         | Nigeria         | 55 686 Reporte Archivado el 15 de junio de 2010 en Wayback Machine. |
| 15 de junio, 2010 | Grupo G          | Brasil     | Bandera de Brasil     | 2 - 1     | Bandera de Corea del Norte | Corea del Norte | 54 331 Reporte Archivado el 18 de junio de 2010 en Wayback Machine. |
| 18 de junio, 2010 | Grupo C          | Eslovenia  | Bandera de Eslovenia  | 2 - 2     | Bandera de Estados Unidos  | Estados Unidos  | 45 573 Reporte Archivado el 22 de junio de 2010 en Wayback Machine. |
| 21 de junio, 2010 | Grupo H          | España     | Bandera de España     | 2 - 0     | Bandera de Honduras        | Honduras        | 54 386 Reporte Archivado el 25 de junio de 2010 en Wayback Machine. |
| 24 de junio, 2010 | Grupo F          | Eslovaquia | Bandera de Eslovaquia | 3 - 2     | Bandera de Italia          | Italia          | 53 412 Reporte Archivado el 27 de junio de 2010 en Wayback Machine. |
| 28 de junio, 2010 | Octavos de final | Brasil     | Bandera de Brasil     | 3 - 0     | Bandera de Chile           | Chile           | 54 096 Reporte Archivado el 2 de julio de 2010 en Wayback Machine.  |
| 3 de julio, 2010  | Cuartos de final | Paraguay   | Bandera de Paraguay   | 0 - 1     | Bandera de España          | España          | 55 359 Reporte Archivado el 7 de julio de 2010 en Wayback Machine.  |